# 伊朗外商直接投資

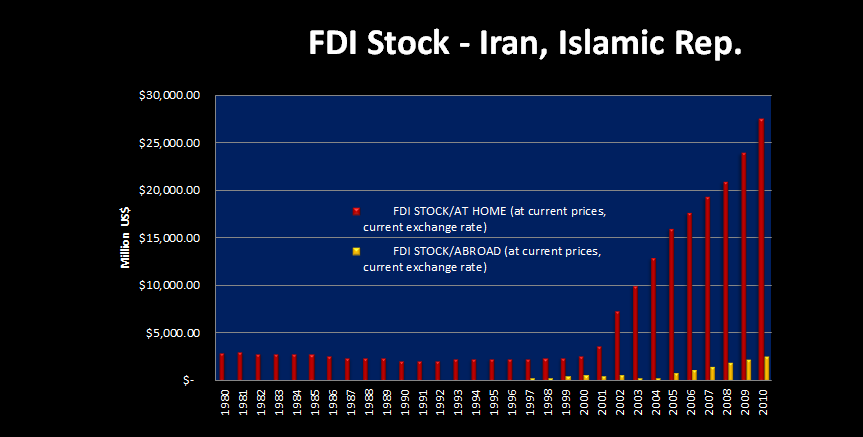
伊朗外商直接投資存量（FDI stocks）（1980年至2010年）。

伊朗政府在2000年代初期即已放寬國內投資的法規，但在伊朗外商直接投資 （英語：Foreign direct investment in Iran）方面，則一直遭受不利（或複雜）的作業要求以及國際制裁（參見針對伊朗的制裁）的阻礙。伊朗在2011年世界經濟論壇發表的全球競爭力報告列舉的142國之中，排名第62位。伊朗官員在2010年引述聯合國貿易和發展會議(UNCTAD)的數據，表示伊朗吸引外商直接投資（FDI）的能力，排名為全球第6。
外商投資，集中在伊朗的石油和天然氣工業、汽車製造、銅礦開採、石油化工產品、食品和製藥。在1993年至2007年之間，伊朗吸收的外商投資已累積達243億美元，在1992年至2009年之間，伊朗有485個項目，所吸收外商投資的金額達到346億美元。
伊朗開放其國內市場，提供各種新的投資機會給予在製造和服務領域具有競爭力的跨國公司，在未來10年內的金額可達到6,000億至8,000億美元。

## FDI數字

### 來源國家
在1992年至2008年的16年中，有50多個國家的公司在伊朗投資，其中來自亞洲和歐洲的佔比最大，資料如下：
| 來源國家 | 來源國家中排名在前者(1992年至2008年)                              | 項目數目 | 投資金額   |
| -------- | ----------------------------------------------------------------- | -------- | ---------- |
| 亞洲     | 印度 (建設恰巴哈爾港)、阿拉伯聯合大公國 (UAE)、新加坡、印尼及阿曼 | 190      | 116億美元  |
| 歐洲     | 德國、荷蘭、西班牙、英國、土耳其、義大利及法國 (總共20國)         | 253      | 109億美金  |
| 美洲     | 加拿大、巴拿馬、美國及牙買加                                      | 7        | 14億美金   |
| 非洲     | 模里西斯、賴比瑞亞及南非                                          | N/A      | 80億美金   |
| 澳洲     | 澳大利亞                                                          | 1        | 6.82億美元 |

### 接受投資的經濟區塊
截至2007年，在伊朗投資金額最多的是亞洲的國家，在80個項目中的投資有40個。

### 金額

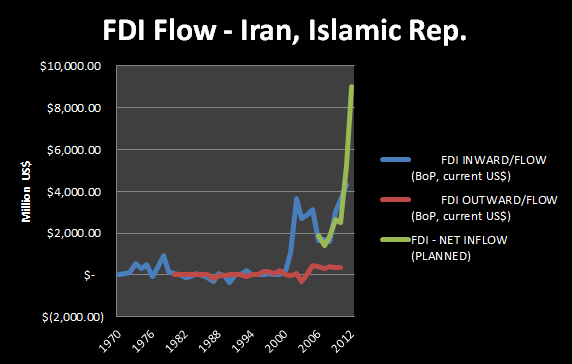
2011年，伊朗預計外商直接投資（FDI）淨流入（圖中黃線）為43億美金，比前一年同期增加11%。圖片中BoP為國際收支（balance of payment的簡寫）。

根據2010年世界概況的資料，伊朗的FDI存量各為168.2億美元（國外投入）和20.75億美元（伊朗投資國外）。
根據聯合國貿易和發展會議的數據，2010年伊朗的FDI在受到制裁的情況之下仍創下新紀錄，金額超過36億美元。根據經濟學人信息社（EIU）估計，伊朗的FDI淨流入在未來4年（2010-14年）內會增長100%。《經濟學人》估計，伊朗在2011年的FDI淨流入為14億美元（相當於國內生產總額（GDP）的0.3%），低於2010年的32億美元。報告預測在2012年淨流入數字將降至12.5億美元，但在之後的3年會再次增加，在2015年達到18億美元。伊朗政府表示2011年計劃的FDI為43億美元，2012-13年的FDI將達到80-100億美元。但聯合國貿易和發展會議後來報導稱，伊朗2013年的FDI流入為30.5億美元，伊朗對其他國家的FDI（即流出FDI）為3.8億美元。
布什爾省和胡齊斯坦省兩省累計吸收的外商投資額最高，主要是投向石油和天然氣行業。而在2012年，吸引FDI排名在前6名的省份是法爾斯省、吉蘭省、德黑蘭省、克爾曼省、馬贊達蘭省和西亞塞拜然省。
伊朗政府稱該國需要高達3,000億美元的FDI才能達成5年經濟發展計劃（2010年至2015年）設定的目標，並達到8%的經濟增長率。而對於伊朗的“2025年願景”計劃，該國設定在20年（2005-2025年）內完成3.7兆美元的投資目標，其中有1.3兆美元將來自FDI。

### 參與FDI的公司
附屬於伊朗經濟財政部的伊朗投資、經濟、和技術援助組織 (Organization for Investment, Economic and Technical Assistance of Iran ，OIETAI) 負責接受和處理所有FDI的申請。OIETAI也負責批准伊朗的海外投資。換句話說，這個組織負責整合和實施伊朗FDI的雙向事務。根據伊朗總統哈桑·鲁哈尼的說法，外國公司與伊朗的合作方式包括有參與聯合投資、科技項目以及從伊朗出口等方面。
截至2012年，有400家外國公司直接投資伊朗。在已開發國家中，最活躍的投資者是來自德國、挪威、英國、法國、日本、俄羅斯、韓國、瑞典和瑞士的公司。瑞典的Svedala Industri公司自1990年代後期以來在開發伊朗銅礦方面一直發揮重要的功能，而印度的塔塔鋼鐵公司持續投資於伊朗的鋼鐵行業。韓國起亞汽車、日本日產汽車、法國寶獅汽車及雷諾汽車公司與伊朗汽車製造商簽訂授權生產協議；法國達能、瑞士雀巢、和美國可口可樂及百事可樂與伊朗公司建立合資企業。法國道達爾、挪威國家石油公司、加拿大蜆殼石油、俄羅斯天然氣工業股份公司、和韓國LG集團在伊朗的天然氣產業非常活躍。伊朗憲法明訂不得把國家石油權利讓予任何外國投資者。法國阿爾卡特朗訊、南非MTN集團、和德國西門子公司分別在2004年和2005年，從伊朗獲得重要的電信工程合同。

#### 外國代理人
2015年，《經濟學人》和《華爾街日報》報導稱，有美國公司（包括蘋果公司和惠普）正利用伊朗當地人作為代理人在伊朗完成交易。在石油和銀行業務中，有些“重要合同”已經簽署，雖然伊朗當時仍處於“國際制裁”之下。其他如波音、微軟、西門子公司、BP、雪佛龍、俄羅斯天然氣工業股份公司、埃尼、三星集團、雷諾汽車、寶獅汽車、通用汽車也正運作要重回伊朗。

## 伊朗經濟概況

### 商業環境

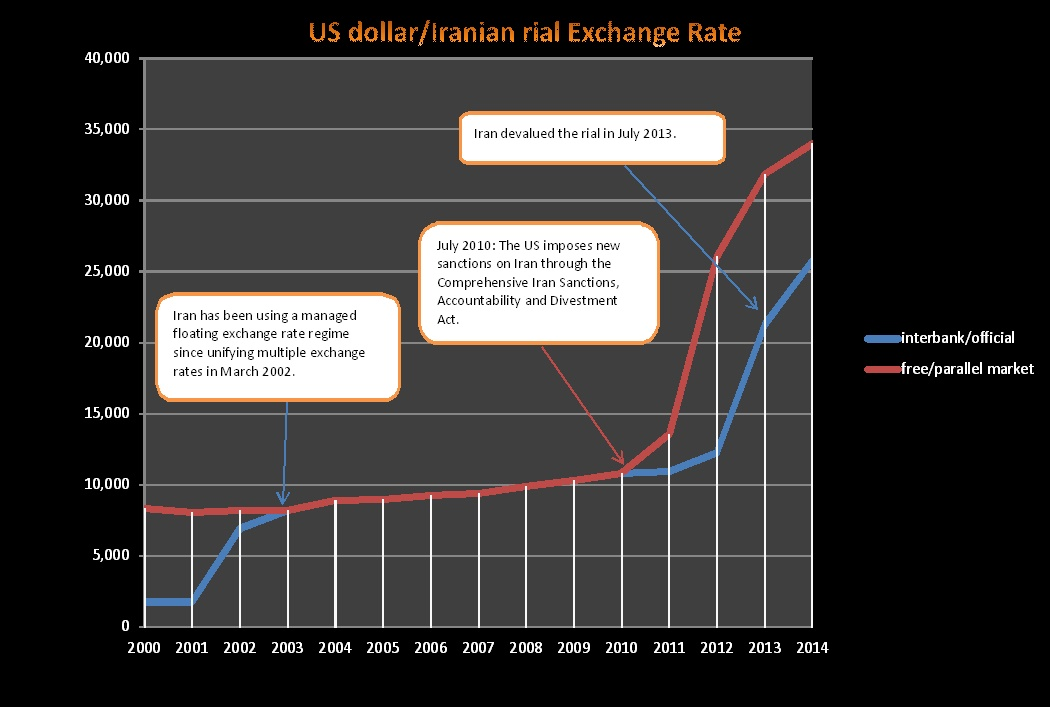
伊朗里亞爾與美金兌換率的歷史變化（2000年至2013年）。

根據聯合國貿易和發展會議的資料，伊朗在2010年吸引外國投資方面排名全球第6。根據OIETAI領導者在2008年表示，依工作條件，伊朗在2007年全球181個國家中排名第142位。伊朗在創業方面排名第96、在獲得許可證方面排名第165、就業排名147、登記資產排名147、獲得融資方面排名第84、投資法律支持排名第164、納稅排名第104、海外貿易排名第142、合同執行力排名第56以及處理破產程序排名第107。伊朗是世界銀行多邊投資擔保機構的成員。伊朗與超過50個國家簽署有雙邊投資條約。

### 自然資源
伊朗是石油輸出國組織中的第2大生產國。它的石油儲量大約佔世界的9%-10%（約940億桶）。伊朗擁有世界第2大天然氣儲量，約812兆立方英尺。伊朗被認為是能源超級大國。伊朗還擁有龐大的礦產資源，包括煤、銅、鐵、鋅和黃金，而催生出許多礦產加工業，特別是鋼鐵業，伊朗是世界第三大銅生產國。

### 競爭優勢
伊朗把發展非石油出口列為優先事項。該國擁有廣大的工業基礎，有技術、受過良好教育和積極進取的勞動力、勞動成本低廉、能源豐富以及優越的地理位置，讓伊朗能夠接觸到位於裏海、波斯灣以及伊朗以東的國家，估計這些地區的人口數目可達到3億。伊朗有如土耳其般的消費潛力，如沙烏地阿拉伯般的石油儲量，如俄羅斯般的天然氣儲量，如澳大利亞般的礦產儲量。伊朗的面積大致相當於英國、法國、西班牙和德國四國的總和。伊朗氣候多樣，適合廣泛種類農產品的栽植。

## 涉及外國公司的法律
一般而言，伊朗有兩種與外國公司相關的法律，第一種直接處理外國公司問題，例如《Foreign Investment Promotion and Protection Act ，促進和保護外商投資法》（FIPPA），第二種是一般法律，其中包含某些與與外國公司有關的條款或附則，譬如說伊朗稅收和伊朗勞動法。伊朗的環境受到嚴格的法律保護，伊朗環境部負責評估各種建設項目對環境的影響，並對其進行監測。
有關規範外國公司在伊朗開展業務的一般法律和法規，可再歸類如下：
- 訂立合同 - 外國公司得在伊朗訂立與執行合同。此類工作可由外國公司直接執行，也可透過它們在伊朗註冊的分支機構執行。外國公司在伊朗的分公司不具有像有限責任公司一般獨立的法律地位，外國母公司必須為分公司的行為負擔責任。[31]出於法律和稅務的原因，外商在伊朗開設辦事處並不被視為外商直接投資。在伊朗市場籌設和設立機構，需要聘用當地顧問，對於公司組成、辦公室租賃、招聘、員工管理、商業合同訂立、海關事務和一般法律，提供逐步的諮詢服務。[31]CMS Cameron McKenna（英语：CMS (law firm)）是首批進入伊朗，提供此類服務的國際律師事務所之一。[37]
- 直接銷售 - 大多數外商公司都接受金融機構為伊朗客戶開出的信用狀（有時也接受遠期信用狀（英语：Usance））而做直接銷售。
- 投資 - 根據FIPPA的條款，外國公司可投資於新建工廠和產業。外商公司得擁有這些事業100%的股份。[38]

### 外籍自然人投資
在2006年，旅居海外的伊朗僑民在海外擁有的淨資產為1.3兆美元。伊朗新聞社在2000年報導說，伊朗僑民在美國、歐洲、和中國的投資額在2,000至4,000億美元之間，但幾乎沒在伊朗投資。伊朗僑民在杜拜已投資約2,000億美元（2006年）。
根據《伊朗民法典》，外國公民在有互惠條約的情況下，將享有與伊朗人相同的權利和特權。這些外國公民成立的公司將根據伊朗國籍法，與伊朗人自己設立的公司受到相同的法律規範。

### 《伊朗商法典》框架下的外商投資
《伊朗商法典》分為4個部分：
1. 商人和貿易活動，
2. 貿易公司，
3. 可轉讓票據，
4. 合同和破產。

外國人可在根據《商法典》的框架，並遵守相關程序的情況下，在伊朗成立和註冊公司。伊朗的《商法典》沒把伊朗公司的伊朗股東和外商股東做區分。換句話說，對於想在伊朗設立公司的人沒國籍限制。同樣的，外匯管制同樣適用於伊朗和外商投資者。但這類公司並不享有依據FIPPA規定而設立公司的特權（參考下文）。
根據伊朗商法典，可設立的法人實體或公司有7類，如下列：
1. 股份公司，可為上市公司 (Sherkat Sahami Am) ，或是私人公司 (Sherkat Sahami Khass)
2. 有限責任公司 (LLC) (Sherkat ba Masouliyat Mahdoud)
3. 無限合夥（Sherkat Tazamoni）
4. 有限合夥（Sherkat Mokhtalet Gheyr Sahami）
5. 股份制合夥企業（Sherkat Mokhtalet Sahami）
6. 比例責任合夥企業 (Sherkat Nesbi)
7. 製造/消費合作社 (Sherkat Ta'avoni va Masraf)

在上述不同的類型中，以股份公司的形式對於外商投資者而言最常受到推薦，也最為常見。

### FIPPA
在2022年頒布的FIPPA，其中規定包括：
- 對伊朗私營公司開放的領域，均允許外商投資。
- 所謂“外商投資者”的定義，也包括旅居海外的伊朗僑民，前提是他們的資本來自國外。
- 對於投資者在伊朗國內銷售所產生的利潤，以及出口所產生的利潤，得以當前官方匯率兌換成強勢貨幣而匯出伊朗。
- 遇到國有化情況，政府將以公平價格作補償。如果政府行為擾亂商業活動，政府有義務為受影響的公司償還到期的借款。
- FIPPA允許遇到法律糾紛時，當事者可透過國際仲裁（英语：International arbitration）解決。[44]伊朗有兩個主要仲裁機構：德黑蘭地區仲裁中心 (TRAC) [45]和德黑蘭商會仲裁中心[46]。
- 處理個別外商投資申請的期限，最長不超過45天。

FIPPA是伊朗首度明確把項目融資計畫如回購協議（buy back agreements）和BOT模式項目（僅針對營運者為外商公司時）涵蓋在內。根據FIPPA，任何把資本匯入伊朗的外國自然人或法人只要符合下列條件，均可享受FIPPA提供的利益及特權：
- 導致經濟增長、促進技術發展、提高產品品質、增加就業機會、增加出口以及得以進入國際市場的投資。
- 不危害國家安全和公共利益、不損害環境、不擾亂國民經濟或是破壞國內產品的投資者。
- 不涉及給予任何導致壟斷特權的投資。
- 外商投資，所生產的商品和服務的合計價值比例在伊朗各個經濟部門不超過25%，和在每個經濟分支中不超過35%。FIPPA將根據外國資本的國籍，而不是投資者的國籍，只要資金來自國外，任何匯入者皆有資格取得FIPPA保護，包括居住在伊朗或國外的伊朗人。

從2014年起，外商投資者在伊朗建立生產線並出口其中30%產品者，將享有稅賦減免權利（最高比率為50%）。

## 進入市場投資的途徑
對投資者而言，最為重要的是要體認伊朗當局堅信參與者的長期承諾和技術移轉是獲得伊朗市場佔有率的必要條件，因此建議外國公司應該採取中長期戰略，伊朗對沒表現出長期承諾的公司，幾乎不會對它們的利益予以尊重。政府嚴格要求在採購或項目合同，都透過投標的程序。
外國公司目前可透過三種途徑在伊朗達到長期承諾的目的：

### 合資企業
參見上述各項伊朗產業有關FDI的章節。
有種策略是外國公司與伊朗公共或私人合作夥伴組成合資公司。在伊朗，尤其是私營部門的公司，目前正在積極尋找合資夥伴，以填補他們的技術和管理方面的不足。
如果企業決定採用這種方式進入市場，建議進入既有內需又有區域出口潛力的產品和服務的產業。如果合資公司能夠出口部分產品，賺取強勢貨幣，就不必依賴伊朗銀行提供匯出利潤的服務。一些合資企業純粹是由外國合作夥伴做技術移轉，並未提供資金。由於伊朗當局非常認真引進現代技術，合資企業被證明是很有建設性的做法。原先根據FIPPA“外商投資生產的商品和服務合計的價值比例在每個經濟部門不超過25%”，合資企業若超過者則不得享有伊朗中央銀行外匯存底的低利貸款，這種規定在2010年8月被取消。合資公司中，從事工業、礦業、農業、交通運輸、服務業（如旅遊業）、信息技術業、以及貨物和服務出口者均可受惠於這種新的措施。

### 回購合同

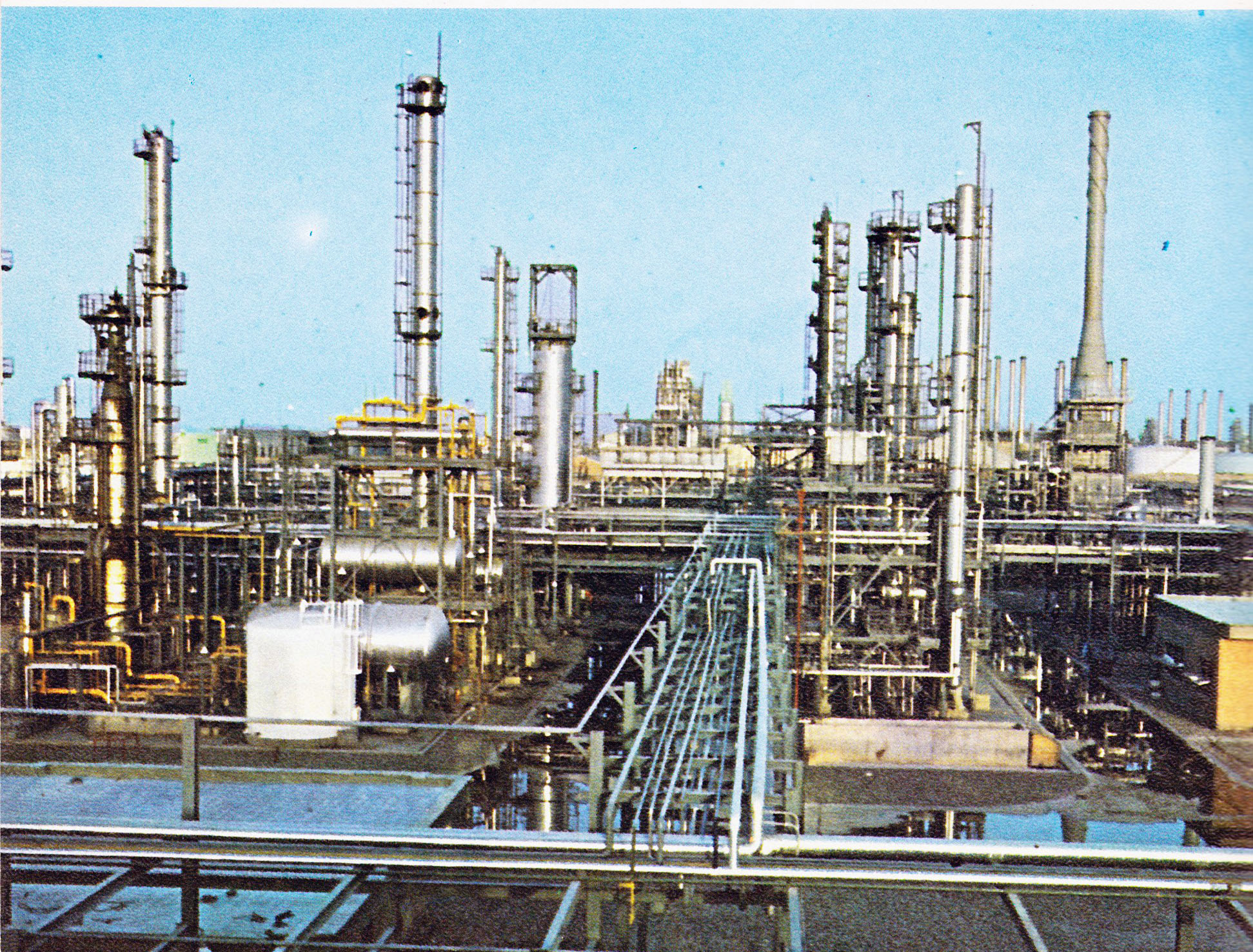
位於阿巴丹的石化綜合體。

伊朗在1990年代和2000年代初期與外國公司簽訂一些間接的油田開發協議，例如外商提供所有開發資金，伊朗石油部門與之訂立回購合同，由伊朗國家石油公司（NIOC）以產出的石油按照比率分配的形式回饋給外商，並在一定年限後將油田經營權交給NIOC，此時回購合同即告完成。
伊朗政府在2007年2月公佈新的回購合同版本，將合同期限大幅延長，可達20年。回購計劃是伊朗政府用來吸引外國投資的方式。兩伊戰爭在1998年結束後，伊朗面臨一個重大問題，即如果它想取得重要收入（如石油和天然氣行業所能產生的），就需要外國投資，但當局的革命意識形態和伊朗憲法禁止給予外國“特許權”。伊朗在1989年通過第一個5年經濟、社會和文化發展計劃時，採用一種妥協的解決方案。根據這個5年計劃中註解的第29項，伊朗政府受核准採用“回購（buyback）”的方式來解決伊朗在工業和礦產上的資金需求。通俗地說，回購交易是一種交易方式，其中工廠、機械、生產設備和技術由國內或國外私人公司提供，以換取經由此類設施直接或間接生產的商品，作為償還的一種手段。
因此進行初始投資的外國合作夥伴可通過項目生產的商品和服務將投資收回（以預先約定的固定比率），並匯出伊朗。許多外國公司認為這種方對於伊朗來說只是一種項目融資工具，更準確地說，這種方法是短期內一種FDI的折衷手段。而從中長期來看，會有更合適的法律和法規以取代回購計劃，也就是說，一旦憲法問題得到解決，參與回購協議的外國合作夥伴就可擁有他們所涉入的項目，或是它們可與伊朗合作夥伴建立合資企業的關係。

#### 綜合石油合同（IPC）
針對回購合同方式的重要批評中，包括投資者缺乏回收成本的靈活性，而在某些情況下，NIOC與開發油田的國際石油公司 (International Oil Company，IOC) 相比， 尚缺乏足夠扭轉油田遞減率方面的專業能力。而伊朗提出的綜合石油合同（Integrated Petroleum Contract ，IPC) 版本中，會要求IOC讓伊朗享有51%的產量，和提供技術轉讓，以及允許設立合資企業。IPC會套用在開發34到74個油田，並且在油田的生命週期內均有效力。伊朗還在2013年提供一項產量分成合同(PSA，或簡稱PSC) ，這種PSA是伊朗自1979年革命以來首度使用，用於最複雜和困難的項目（例如在裏海上所鑽的深井，細節於2015年12月在倫敦公佈）。

### BOT模式
最近伊朗項目引進BOT模式（為“建設-運營-轉讓”的簡寫）。這在伊朗市場上是一種相當新的概念。依照這種計劃，外國合作夥伴先在伊朗投資建設完成一個項目，運營一段時間之後，再完全轉移給伊朗政府。伊朗當局採用BOT模式，表示其具有一定的靈活性，有可能為更多外國投資進入伊朗市場而鋪路。

## 自由貿易區和經濟特區

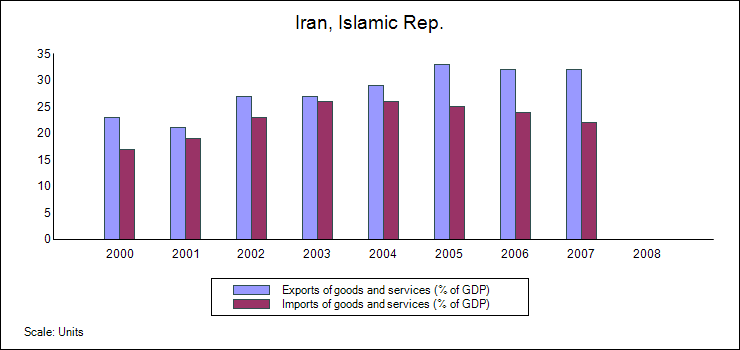
伊朗的貿易盈餘（2000年至2007年）

伊朗從1970年代即開始對自由貿易園區發生興趣。

### 優點
建立自由貿易園區 (FTZ) 和經濟特區 (SEZ)的目的是在此提供額外的激勵投資措施，例如：
- 20年免稅；[59]
- 無需入境簽證；
- 允許100%外國所有權；
- 靈活僱用法規；
- 靈活貨幣和銀行服務；
- 擴大法律保障和保護。

截至2010年1月，伊朗有6個自由貿易園區 (FTZ) 和16個經濟特區 (SEZ)。根據伊朗商務部所屬的貿易推廣組織（Trade Promotion Organization of Iran）最近的資料，顯示該國有7個自由貿易園區，和12個經濟特區。

## 對外直接投資
伊朗在國外有巨大的投資。負責投資的機構有伊朗國外投資公司（Iran Foreign Investments Company）以及伊朗中央銀行。投資內容包括對外國直接投資和外國證券投資。
直接投資：
- 海外合資汽車工廠（在敘利亞、亞塞拜然、塞內加爾、白俄羅斯、委內瑞拉）
- 幾處合資石化廠
- 幾處發電廠

組合投資機構：
- 伊朗國家發展基金（英语：National Development Fund of Iran）負責處理外國證券投資。
- 中央銀行擁有的外匯儲備Template:Seel also

擁有部分所有權：
- 梅賽德斯-賓士集團（與克萊斯勒汽車公司合併後，伊朗已將股份出售）
- 蒂森克虜伯（德國）
- Eurodif核能（英语：Eurodif）
- 沙赫德尼茲氣田（亞塞拜然在裏海開採天然氣公司）
- 位於北海的油氣田開採（英國）
- 各式酒店、醫院、和農產企業，主要分佈在MENA（中東和北非）和非洲地區。
- 位於紐約曼哈頓的摩天大樓（被美國政府查扣）
- 伊朗大使館和許多伊朗政府機構和銀行所有的商業建築（例如在瑞士伊朗國家石油公司子公司Naftiran Intertrade（英语：Naftiran Intertrade）所擁有者）
- 在中東的石油管道，包括在以色列的

此外，伊朗公民和海外僑民以個人身分在杜拜進行大量投資（例如房地產、貿易公司），並在歐洲、中國和美國的各種公司中持有大量證券投資組合。一項在2016年的報導說，在未來5到10年，伊朗公司以及國有企業將在海外房地產上投資，金額高達85億美元。